# John Burnett (cầu thủ bóng đá)
John Burnett (sinh ngày 24 tháng 6 năm 1939) là một cầu thủ bóng đá người Anh thi đấu ở vị trí hậu vệ.